# Atomaria lohsei
Atomaria lohsei är en skalbaggsart som beskrevs av Johnson och Embrik Strand 1968. Atomaria lohsei ingår i släktet Atomaria, och familjen fuktbaggar. Arten har ej påträffats i Sverige.